# 佐野譲顕
佐野 讓顯（さの よしあき）は、日本のテレビプロデューサー。広島テレビ放送取締役会長。
日本テレビ放送網業務管理担当局次長、執行役員制作局長、日本テレビビデオ取締役副社長、広島テレビ放送代表取締役社長などを歴任した。

## 人物
- 東京都目黒区出身。神奈川県立光陵高等学校、東京外国語大学外国語学部ドイツ語学科卒業後、1980年に日本テレビ入社。現・常勤監査役の吉田真や元アナウンサーで現・編成局アナウンスセンターアナウンス専門部長の井田由美、吾妻光良、務台昭彦、石澤顕、城朋子は同期。
- 主に金谷勲夫、渡辺弘の下で番組を制作していた。1998年にチーフプロデューサー、編成局編成部戦略担当部長を経て、2003年からは編成局制作推進部長兼業務部長、2005年からは同局業務管理担当局次長を兼任。このため、担当していた番組は全て吉田真が引き継いだ。
- 2006年からは日本テレビビデオ（日テレアックスオンに社名変更）に出向し、常務取締役に就任。専務を経て、2011年からは副社長に就任。2012年6月1日付で日本テレビに復帰し、執行役員に昇格と共に桜田和之から引き継ぐ形で制作局長に就任[1]。
- 2014年6月1日付で広島テレビへ出向し、同局の常務取締役、専務取締役、代表取締役社長[2]を経て現職。

## エピソード
- 1998年4月、日本テレビ1990年代視聴率三冠王獲得時の大人気クイズ番組、マジカル頭脳パワー!!最後のCPに就任。しかしそれまでのクイズ主体という当たり前の構成をゲーム主体に変える。通常の解答席をそれぞれ違うゲームごとのセット使用にすることで出演者が得点を重ねて優勝・トップ頭脳賞を得る構成に大幅に変えた。また、本来のスタジオでのクイズとゲーム順を差し替えたりカットするなどの形も採った。その結果、番組が高視聴率時代の1996年当時に比べ、わずか3年で番組の終了を早める結果になったとされている。

## 過去の担当番組

### プロデューサー
- 世界まる見え!テレビ特捜部
- 投稿!特ホウ王国
- クチュリエで道楽
- たけし&さんまの世紀末特別番組・世界超偉人伝説!!
- さんま・所の乱れ咲き!!花の芸能界・オシャベリの殿堂
- 平成あっぱれテレビ
- 24時間テレビ 「愛は地球を救う」（1994年〜1995年、2012年～2013年制作指揮）
- 制作費100億使い切り特番! 世界最高 超豪華ゲーム!100万$の選択! THE BET

### チーフプロデューサー
- マジカル頭脳パワー!!（以前はディレクター、プロデューサーを担当）
- 笑点
- FUN
- いろもん→いろもん2
- 週刊ストーリーランド
- 速報!歌の大辞テン
- スーパージョッキー
- つよチャン堂本舗
- とんねるずの生でダラダラいかせて!!
- THE夜もヒッパレ
- ウラ日テレ
- スーパークイズスペシャル

## 関連人物
- 五味一男
- 小林與三次（佐野入社時の日本テレビ社長）